# Connor Dylan Wryn
 Connor Dylan Wryn  (n. 25 de septiembre de 1987, Los Ángeles, Estados Unidos) es un actor estadounidense, hermano mayor de la actriz Rhiannon Leigh Wryn y del actor Hunter Ansley Wryn.

## Filmografía
| Año  | Título        | Personaje                  |
| ---- | ------------- | -------------------------- |
| 2003 | Southside     | Travis de joven            |
| 2004 | Monk          | Primer niño                |
| 2005 | Constantine   | Constantine de adolescente |
| 2005 | Cotillion '65 | Papel desconocido          |
| 2011 | Visible Scars | Sal Riecks                 |